# Espagne au Concours Eurovision de la chanson 1975
L'Espagne a participé au Concours Eurovision de la chanson 1975 le 22 mars à Stockholm, en Suède. C'est la 15e participation espagnole au Concours Eurovision de la chanson.
Le pays est représenté par le duo Sergio y Estíbaliz et la chanson Tú volverás (en), sélectionnés en interne par la TVE.

## Sélection interne
Le radiodiffuseur espagnol, la Televisión Española (TVE), choisit en interne l'artiste et la chanson représentant l'Espagne au Concours Eurovision de la chanson 1975.
| Ordre | Artiste            | Chanson          | Langue   |
| ----- | ------------------ | ---------------- | -------- |
| 1     | Sergio y Estíbaliz | Tú volverás (en) | Espagnol |

Lors de cette sélection, c'est la chanson Tú volverás, écrite et composée par Juan Carlos Calderón et interprétée par Sergio y Estíbaliz, qui fut choisie. Le chef d'orchestre sélectionné pour l'Espagne à l'Eurovision 1975 est Juan Carlos Calderón. 

## À l'Eurovision

### Points attribués par l'Espagne
| 12 points | Pays-Bas    |
| 10 points | Royaume-Uni |
| 8 points  | France      |
| 7 points  | Italie      |
| 6 points  | Luxembourg  |
| 5 points  | Suède       |
| 4 points  | Allemagne   |
| 3 points  | Irlande     |
| 2 points  | Portugal    |
| 1 point   | Finlande    |

### Points attribués à l'Espagne
| 12 points            | 10 points                                  | 8 points            | 7 points  | 6 points |
| -------------------- | ------------------------------------------ | ------------------- | --------- | -------- |
|                      |                                            | - Finlande          | - Irlande | - Italie |
| 5 points             | 4 points                                   | 3 points            | 2 points  | 1 point  |
| - Allemagne - Suisse | - Belgique - Israël - Monaco - Yougoslavie | - Norvège - Turquie |           |          |

Sergio y Estíbaliz interprète Tú volverás en 17e position lors de la soirée du concours, suivant le Portugal et précédant la Suède.
Au terme du vote final, l'Espagne termine 10e sur 19 pays participants, ayant reçu 53 points au total,.